# Bogdan Horodyski
Bogdan Horodyski (ur. 9 maja 1904 w Opatowie, zm. 24 maja 1965 w Warszawie) – historyk i bibliotekarz. W latach 1956–1962 dyrektor Biblioteki Narodowej.

## Życiorys
Urodził się w rodzinie prawniczej jako syn Seweryna. Edukację rozpoczął w rodzinnym mieście, a świadectwo dojrzałości otrzymał w 1925 w Miejskim Gimnazjum Realnym w Radomiu. Studia wyższe ukończył na Wydziale Humanistycznym Uniwersytetu Warszawskiego, gdzie 30 maja 1932 otrzymał dyplom magistra filozofii w zakresie historii. Od 1936 był pracownikiem i kustoszem biblioteki Ordynacji Zamoyskiej. W latach 1937–1939 był uczestnikiem seminarium doktoranckiego Oskara Haleckiego. Gotowa już praca doktorska na temat roli Ziemowita Mazowieckiego w czasie przedjagiellońskiego bezkrólewia spłonęła we wrześniu 1939. W czasie okupacji współpracował też z tajnym Uniwersytetem oraz gromadził w Bibliotece Narodowej polską prasę konspiracyjną. 
W 1945 podjął pracę w Bibliotece Narodowej, a w 1956 pełnił obowiązki jej dyrektora (ówczesny dyrektor Władysław Bieńkowski został powołany na stanowisko ministra oświaty). W latach 1953–1960 prowadził zajęcia z bibliotekoznawstwa na Uniwersytecie Warszawskim. Od 1950 redaktor „Przeglądu Bibliotecznego”. Od 1957 aż do śmierci był przewodniczącym Zarządu Głównego Stowarzyszenia Bibliotekarzy Polskich. 
Spoczywa na cmentarzu Powązkowskim w Warszawie (kwatera 216-4/3-9).

## Ordery i odznaczenia
- Krzyż Oficerski Orderu Odrodzenia Polski
- Krzyż Kawalerski Orderu Odrodzenia Polski (11 lipca 1955)[3]
- Medal 10-lecia Polski Ludowej (19 stycznia 1955)[4]
- Odznaka „Zasłużony Działacz Kultury”

## Wybrane publikacje
- „Armata” arsenału zamojskiego, Zamość 1938.
- Szopka Biblioteki Narodowej. Rok 1946, Warszawa: Biblioteka Narodowa 1947.
- Polonica rękopiśmienne z Biblioteki Załuskich, t.1: Rękopisy dotyczące Ziem Odzyskanych, Warszawa: Biblioteka Narodowa 1948.
- Spuścizna Działu Rękopiśmiennego Biblioteki Załuskich, Warszawa: Biblioteka Narodowa 1948.
- O transliteracji druków cyrylickich, Warszawa 1949.
- Podręcznik paleografii ruskiej, Kraków: Wydawnictwo Studium Słowiańskiego UJ 1951.
- Miniaturzysta Sforzów, Warszawa: Państwowy Instytut Sztuki 1954.
- Józef Grycz, Warszawa: Stowarzyszenie Biblioteki Polskich 1955.
- Katalog rękopisów Biblioteki Narodowej, t. 4: Rękopisy 2667–3000 i 7001–7200. Korespondencja i drobne utwory XIX i XX wieku, pod red. i ze wstępem Bogdana Horodyskiego, Wrocław: Zakład Narodowy im. Ossolińskich 1955.
- Birago, miniaturiste des Sforza, Varsovie: Bibliothèque nationale 1956.
- Ogólnopolski Zjazd Bibliotekarzy, Warszawa 16–18 lutego 1956. Księga pamiątkowa, red. Bogdan Horodyski, Warszawa: Stowarzyszenie Bibliotekarzy Polskich 1957.
- Biblioteka Narodowa w latach 1945–1956, red. Bogdan Horodyski, Warszawa: Biblioteka Narodowa 1958.
- Biblioteki narodowe za granicą. Seminarium poświęcone zagadnieniom budownictwa bibliotecznego. Kazimierz nad Wisłą, 28–30 maja 1962, Warszawa: Stowarzyszenie Bibliotekarzy Polskich 1962.
- Odnalezione materiały do dziejów kartografii Śląska, Warszawa 1962.
- Na jaką ustawę o bibliotekach czekamy ? ,Warszawa 1965.
- Tajemnice ksiąg rękopiśmiennych, tekst. oprac. i notą edytorską opatrzyła Ewa Siemieńska, Warszawa: Biblioteka Narodowa 1987.
- Dzieje Atlasu Śląska 1720–1752, rękopis oprac. Bogdan E. Horodyski, Warszawa: Biblioteka Narodowa 2002.
- Biblioteka Ordynacji Zamojskiej w latach wojny, oprac., wstępem opatrzyła i do dr. podała Hanna Łaskarzewska, przy współpracy Agnieszki Leszyńskiej, Warszawa: Biblioteka Narodowa 2005.